# بینس‌دورپ
بینس‌دورپ (به هلندی: Beinsdorp) یک منطقهٔ مسکونی در هلند است که در هارلمرمیر واقع شده‌است. بینس‌دورپ ۸۶۲ نفر جمعیت دارد.